# Heinrich Grenser
Johann Heinrich Wilhelm Grenser (5 maart 1764 - Dresden, 12 december 1813) was een Duits bouwer van blaasinstrumenten.
Van 1779 tot 1786 was hij in de leer bij zijn oom August Grenser, een muziekinstrumentenbouwer uit Dresden. Na zijn leertijd bleef hij in werkplaats van zijn oom werken om de werkplaats in 1796 over te nemen.  Heinrich Grenser heeft een vroege vorm van de basklarinet uitgevonden in 1793, en was mogelijk de uitvinder van de altklarinet, waarvan hij de vervaardiging begon in 1808.
Grenser overleed in Dresden in 1813.  Een inventorisatielijst uit 1978 beschrijft 127 nog bestaande instrumenten van Grenser, merendeels fagotten en fluiten, maar ook bassethoorns, klarinetten, hobo' s, fagottini en een exemplaar van de volgende instrumenten: basklarinet, althobo, oboe d'amore, serpent, contrafagot, jachthoorn en blokfluit.